# Balta Doamnei
Pour les articles homonymes, voir Balta.
Balta Doamnei est une commune roumaine du județ de Prahova, dans la région historique de Valachie et dans la région de développement du Sud.

## Géographie
La commune de Balta Doamnei est située dans le sud du județ, à la limite avec le județ d'Ilfov, entre la Prahova au nord et la Ialomița au sud, dans la plaine valaque, à 25 km au sud-est de Ploiești, le chef-lieu du județ et à 44 km au nord de la capitale, Bucarest.
La municipalité est composée des quatre villages suivants (population en 1992) :
- Balta Doamnei (939), siège de la commune ;
- Bâra (788) ;
- Curcubeu (616) ;
- Lacu Turcului (459).

## Histoire
Le nom de la commune a un lien étroit avec Matthieu Basarab, prince de Valachie. En effet, sa femme Maria possédait en ces lieux des marais et des étangs poissonneux connus sous le nom de Curcubeu Doamnei, (doamnei signifiant royal). En 1889, la localité fut offerte au roi Carol Ier, comme l'un des douze domaines de la Couronne.

## Politique
| Parti | Parti                        | Sièges |
| ----- | ---------------------------- | ------ |
|       | Parti social-démocrate (PSD) | 6      |
|       | Parti national libéral (PNL) | 2      |
|       | Parti social roumain (PSRo)  | 3      |

## Religions
En 2002, la composition religieuse de la commune était la suivante :
- Chrétiens orthodoxes, 97,18 % ;
- Chrétiens évangéliques, 2,09 % ;
- Adventistes du septième jour, 0,57 %.

## Démographie
En 2002, la commune comptait 2 764 Roumains (99,85 %). On comptait à cette date 1 115 ménages.
| 1992  | 2002  | 2007  |
| ----- | ----- | ----- |
| 2 802 | 2 768 | 2 694 |

## Économie
L'économie de la commune repose sur l'agriculture (céréales, cultures maraichères sous serres) et l'élevage.

## Communications

### Routes
La route régionale DJ100B rejoint Gherghița à l'est et Gorgota et la route nationale DN1 Ploiești-Bucarest à l'ouest.

## Lieux et monuments
- Balta Doamnei, église orthodoxe en bois des Trois Hiérarques (Sf. Trei Hierarhi) datant du XVIIIe siècle[6].